# Jorge Manrique
Jorge Manrique (asi 1440, Paredes de Nava –1479) byl španělský básník.

## Život
Žil na dvoře kastilského krále Jana II., padl při potlačování povstání v Katalánsku, jinak je o jeho životě známo jen málo. Psal především krátké příležitostné básně. Jeho hlavním dílem je rozsáhlá (asi pět set veršů) elegická skladba Sloky na smrt mého otce (Coplas a la muerte de mi padre, poprvé vydáno až po autorově smrti v roce 1492). Tato po umělecké stránce vynikají skladba, v níž se hluboký žal z otcovy smrti mísí s již humanisticky laděnými úvahami o světské pomíjivosti, velmi ovlivnila a předznamenala celou nadcházející epochu španělské renesance, byla přeložena do mnoha jazyků a patří k nejčastěji antologizovaným básním španělské literatury.

## České překlady ze španělštiny
- Naše životy jsou řeky (orig. 'Obra completa'). 1. vyd. Kostelní Vydří: Karmelitánské nakladatelství, 1996. 51 S. Překlad: Miloslav Uličný